# Олластра
Олластра (італ. Ollastra, сард. Ollasta) — муніципалітет в Італії, у регіоні Сардинія,  провінція Ористано.
Олластра розташована на відстані близько 390 км на південний захід від Рима, 90 км на північ від Кальярі, 14 км на північний схід від Ористано.
Населення — 1242 особи (2014).
Щорічний фестиваль відбувається 20 січня. Покровитель — San Sebastiano.

## Демографія
Населення за роками:

Станом на 1 січня 2023 року в муніципалітеті офіційно проживало 13 іноземців з 7 країн, серед них 8 громадян країн Євросоюзу та 1 громадянин України.

## Сусідні муніципалітети
- Фордонджанус
- Сіапічча
- Сімаксіс
- Вілланова-Трускеду
- Церфаліу